# Holoxea valida
Holoxea valida är en svampdjursart som beskrevs av Thiele 1900. Holoxea valida ingår i släktet Holoxea och familjen Ancorinidae. Inga underarter finns listade i Catalogue of Life.